# Pararhophites
Pararhophites är ett släkte av bin. Pararhophites ingår i familjen buksamlarbin.
Kladogram enligt Catalogue of Life:
| Pararhophites | \| \| Pararhophites clavator \| \| \| \| \| \| Pararhophites orobinus \| \| \| \| \| \| Pararhophites quadratus \| \| \| \| |
|               | \| \| Pararhophites clavator \| \| \| \| \| \| Pararhophites orobinus \| \| \| \| \| \| Pararhophites quadratus \| \| \| \| |
|               | Pararhophites clavator |
|               | |
|               | Pararhophites orobinus |
|               | |
|               | Pararhophites quadratus |
|               | |